# Харабали (городское поселение)
Го́род Харабали́ — муниципальное образование со статусом городского поселения в Харабалинском районе Астраханской области. Как административно-территориальная единица области представляет собой город районного значения с подчинёнными населёнными пунктами.
Административный центр — город Харабали.

## История
6 августа 2004 года в соответствии с Законом Астраханской области № 43/2004-ОЗ образовано муниципальное образование «Город Харабали» со статусом городского поселения и установлены его границы.

## Население
| 2009    | 2010    | 2011    | 2012    | 2013    | 2014    | 2015    |
| ------- | ------- | ------- | ------- | ------- | ------- | ------- |
| 18 322  | ↘18 287 | ↗18 305 | ↗18 357 | ↗18 452 | ↘18 321 | ↘18 218 |
| 2016    | 2017    | 2018    | 2019    | 2020    | 2021    |         |
| ↗18 279 | ↘18 204 | ↘18 138 | ↘17 952 | ↘17 688 | ↗18 582 |         |

## Состав городского поселения
| № | Населённый пункт | Тип населённого пункта        | Население |
| - | ---------------- | ----------------------------- | --------- |
| 1 | Гремучий         | посёлок                       | ↘147      |
| 2 | Дедушкин         | посёлок                       | ↘23       |
| 3 | Харабали         | город, административный центр | ↗18 514   |